# 川原麻耶
川原 麻耶（かわはら まや、1987年11月21日 - ）は、日本のバスケットボール選手である。

## 人物
大阪府出身。豊島北ミニバスでバスケットボールを始め、豊中市立第四中学校を経て大阪薫英女学院高に進学。3年次の2005年第36回全国高等学校バスケットボール選抜優勝大会ではベスト8。大阪薫英女子短期大学を卒業した2008年にアンテロープスに加入。短大時代まではPGだったが、トヨタの丁海鎰ヘッドコーチによる抜擢でシューターに転向。
2013年1月、トヨタの全日本総合バスケットボール選手権大会初優勝に貢献してベスト5に選出される。
2016年退団。

## 日本代表歴
2012年、ロンドンオリンピック世界最終予選に出場するバスケットボール女子日本代表候補となったが、最終登録メンバーには残らなかった。
2014年、仁川アジア大会に出場する日本代表に選出される。3位決定戦の台湾戦では、試合残り30秒58-59とリードされた場面でファウルを貰い、フリースロー2本を決めて逆転での銅メダル獲得に貢献した。

## 受賞歴
- Wリーグベスト5（2011-12、2012-13、2013-14）
- 全日本総合バスケットボール選手権大会ベスト5（2013、2014）
- 年間ベスト5賞（2011）